# Berufsgolfer
Ein Berufsgolfer, auch Golf Professional oder kurz Pro genannt, ist ein Golfspieler, der von der Ausübung dieses Sports lebt bzw. das Golfspiel oder die Ausbildung hierzu beruflich betreibt. Die weiblichen Berufsgolfer werden auch als Proetten (Singular: Proette, gesprochen Pro-ette) bezeichnet.
Im Golfsport wird eine strenge Abgrenzung zwischen Berufsspielern und Amateuren betrieben. Ein Amateurgolfer, der auch nur ein einziges Mal Preisgeld annimmt, verliert im Regelfall sofort seinen Amateurstatus und darf in der Folge nicht mehr an Amateurturnieren teilnehmen.
Berufsgolfer setzen sich aus zwei Hauptgruppen zusammen, die sich gelegentlich überschneiden können.
- Die Golflehrer, auch Club Professionals bzw. im englischsprachigen Raum Teaching Pros genannt, machen gut 95 % des Berufsstandes aus. Jeder Golfclub beschäftigt für seine Mitglieder zumindest einen Golflehrer. Größere Clubs verfügen über mehrere, wobei es dann einen als Head Pro bezeichneten Golflehrer und eine Anzahl von Assistenten, die Assistant Pros, gibt. Weitere gebräuchliche Bezeichnungen sind noch Golf Instructor und Golf Coach, wobei letzterer vor allem für die Aus- und Weiterbildung von Turnierspielern herangezogen wird. Die Golflehrer spielen vereinzelt Turniere unter sich aus, nehmen aber auch auf Einladung oder über eine erfolgreiche Qualifikation an größeren Events teil, vor allem, wenn diese in ihren jeweiligen Heimatklubs oder -ländern stattfinden.
- Die Turnierspieler, auch Playing Pros oder Tour Professionals genannt, sind all jene, die ihren Lebensunterhalt ausschließlich durch Einnahmen aus dem Turnierbetrieb (Preisgelder, Antrittsprämien bei Schauveranstaltungen) und eventuell durch Werbeverträge bestreiten. Nach Beendigung ihrer Turnierkarriere streben manche eine Karriere als Golflehrer an, viele wechseln jedoch in die durchaus lukrativen Turnierserien für Senioren, wie die European Seniors Tour in Europa oder die Champions Tour in den USA.

Mitunter werden auch im Golfbereich tätige Manager, Betreiber von Golfshops, Golfplatzarchitekten, Clubmaker, Journalisten, Schiedsrichter oder Veranstalter von Golfturnieren zu den Berufsgolfern gezählt, sofern sie diese Tätigkeit hauptberuflich ausüben. In einigen Ländern beinhaltet die Ausbildung zum „Golf Professional“ eine Spezialisierung auf eine dieser Fachrichtungen.

## Entwicklung
Historisch lässt sich die Abgrenzung zwischen Amateuren und Professionals über deren unterschiedliche soziale Stellungen begründen. Im 18. und 19. Jahrhundert spielten in Großbritannien nur die Reichen zu ihrem Vergnügen. Die frühen Berufsspieler kamen aus der Arbeiterklasse und mussten sich ihr Einkommen als Caddie, Greenkeeper oder durch die Herstellung und Reparatur von Golfschlägern verdienen. Daneben bestritten sie untereinander Wettspiele für Geld. Als sich der Golfsport Ende des 19. Jahrhunderts in den USA ausbreitete, war er auch dort zunächst ein elitärer Zeitvertreib, und die Golfklubs engagierten Professionals aus Großbritannien. Erst in den späten 1920er Jahren konnte Walter Hagen nach unermüdlicher Pioniertätigkeit eine Basis für einen Turnierbereich schaffen, die es Berufsgolfern nach und nach ermöglichte, mit erspielten Preisgeldern ihr Auskommen zu finden.
Heutzutage ist diese Ausgrenzung praktisch nirgends mehr anzutreffen. Golf ist in den Industriestaaten für viele erschwinglich geworden, und die Berufsgolfer unterscheiden sich hinsichtlich ihrer sozialen Herkunft nicht mehr vom überwiegenden Teil der Amateurgolfer. Die führenden Berufsturnierspieler sind zudem sehr wohlhabend geworden und gehören vor allem in den USA schon zur Oberklasse. Nur in den Entwicklungsländern gibt es noch die ursprüngliche Klassengesellschaft und die Berufsgolfer kommen oft aus armen Verhältnissen. Viele Golfer haben sich als Caddie hochgedient, wie etwa der Argentinier Ángel Cabrera und der Deutsche Bernhard Langer.
Die Berufsgolfer beider Gruppen sind in den verschiedenen Ländern in Vereinigungen zusammengefasst, den sogenannten PGA (Professional Golfers’ Associations), die Damen in den LPGA (Ladies Professional Golfers’ Associations). Daneben verstehen sich etwa in den USA die USGTF und in Deutschland die GGTF als Organisation der als Golflehrer tätigen Berufsgolfer und bieten Golflehrerausbildung an.

## Ausbildungen
Verschiedene Institutionen bieten Ausbildungen zu Berufen im Golfsport an.
Teaching Professional oder geprüfter Golflehrer der PGA (of Germany)
Die PGA of Germany bietet eine grundsätzlich 3-jährige Ausbildung zum Golflehrer an.
Außer in der Hauptdisziplin Golfunterricht wird der künftige Golfprofessional in verschiedensten Bereichen ausgebildet, die nach erfolgreich absolvierter Abschlussprüfung auch Laufbahnen abseits des Golfunterrichtes ermöglicht.

### Senior Golfmanager
Die IST-Hochschule für Management bietet folgende Aus- und Weiterbildungen an:
- Golfsekretär[4]
- Golfbetriebsmanagement[5]
- Sport- und Fitnessbetriebswirt / Junior Golfmanager[6]
- Senior Golfmanagement (FH)[7]

### Golfbetriebswirt
Der Deutsche Golf Verband (DGV) bietet eine Seminarreihe von 6 Mal 5 Tagen, die zum Golfbetriebswirt (DGV) weiterbilden und betriebswirtschaftliches Wissen in der Golfbranche vermitteln.